# Standdreisprung
Als Standdreisprung bezeichnet man Dreisprung ohne Anlauf, also aus dem Stand. Er gehört wie Standweitsprung und Standhochsprung zu den Standsprungwettbewerben. 1900 und 1904 war diese Leichtathletikdisziplin olympisch.

## Technik
Die Technik des Standdreisprunges unterscheidet sich nicht stark von der des gewöhnlichen Dreisprunges. Man beginnt auf dem Absprungbrett und schwingt beide Arme. Wenn die Arme hinter dem Rücken sind, geht man leicht in die Hocke und springt, wobei die Arme nach oben gehoben werden. Man landet auf einem Bein, springt gleich wieder und landet auf dem anderen Bein. Dann springt man in die Sandgrube. 
Neben dieser Technik gibt es noch einen beidbeinigen Standdreisprung. Dabei wird dreimal beidbeinig zur Sandgrube gehüpft.

## Olympia und Rekorde
Bereits die alten Griechen sollen mit Gewichten Standdreisprung betrieben haben. 
Zusammen mit den anderen Standsprungwettbewerben wurde Standdreisprung 1900 bei den Spielen in Paris olympisch. Dort gewann der US-Amerikaner Ray Ewry mit der Weltbestweite von 10,58 m. Bei den Olympischen Spielen 1904 in St. Louis gewann erneut Ewry mit 10,55 m. 
| Jahr | Goldmedaille   | Silbermedaille      | Bronzemedaille       |
| ---- | -------------- | ------------------- | -------------------- |
| 1900 | Ray Ewry (USA) | Irving Baxter (USA) | Robert Garrett (USA) |
| 1904 | Ray Ewry (USA) | Charles King (USA)  | Joseph Stadler (USA) |

Auch in Deutschland war Standdreisprung beliebt, so brach beispielsweise Otto Bäuerle den deutschen Rekord 1909 mit 9,51 m.

## Standdreisprung heute
Heute wird der Standdreisprung so gut wie nicht mehr (offiziell) ausgetragen. Ab und zu gibt es ihn noch in Jugendfestspielen.

## Bekannte Standdreispringer
- Ray Ewry
- Joseph Stadler
- Irving Baxter
- Robert Garrett
- Waldemar Steffen
- Frank Jarvis